# Feroculus feroculus
Il toporagno dai lunghi artigli di Kelaart (Feroculus feroculus Kelaart, 1850) è un toporagno della famiglia dei Soricidi, unica specie del genere Feroculus (Kelaart, 1852), diffuso nel Subcontinente indiano.

## Descrizione

### Dimensioni
Toporagno di piccole dimensioni, con la lunghezza della testa e del corpo tra 106 e 118 mm, la lunghezza della coda tra 56 e 73 e un peso fino a 35 g.

### Caratteristiche craniche e dentarie
Sono presenti quattro denti superiori unicuspidati. La punta dei denti non è pigmentata.
Sono caratterizzati dalla seguente formula dentaria:

### Aspetto
La pelliccia è corta, densa e soffice. Le parti superiori sono nero ardesia o cenere, mentre le parti ventrali sono più chiare. Il muso è lungo ed appuntito, gli occhi sono piccoli. Le orecchie sono parzialmente nascoste nella pelliccia. Le zampe anteriori sono bianche, grandi e con le dita fornite di lunghi artigli, mentre i piedi sono grigio-rosati, relativamente piccoli e con gli artigli corti. La coda è più corta della testa e del corpo, è bruno-grigiastra e cosparsa di pochi corti peli biancastri all'estremità.

## Biologia

### Comportamento
È una specie parzialmente fossoria.

### Alimentazione
Si nutre di insetti ed altri piccoli invertebrati.

## Distribuzione e habitat
Questa specie è conosciuta soltanto negli altopiani centrali dello Sri Lanka, nei Ghati occidentali nello stato indiano meridionale del Kerala e nel Bhavani superiore nel Tamil Nadu.
Vive nelle foreste montane, foreste di palude ed acquitrini tra 1.850 e 2.400 metri di altitudine.

## Conservazione
La IUCN Red List, considerato l'areale limitato, seriamente frammentato e il declino nell'estensione e nella qualità del proprio habitat, classifica F.feroculus come specie in pericolo (EN).